# ESPN 2
ESPN 2 (ESPN Dos) è un canale televisivo sportivo di ESPN Inc., che ha gli studi principali in Argentina e trasmette in vari stati dell'America Latina: Colombia, Ecuador, Perú, Cile, Bolivia, Argentina, Uruguay e Paraguay. La sua programmazione è incentrata principalmente su calcio, tennis e rugby. Trasmette inoltre diversi campionati di vari sport popolari in Argentina, come l'Hockey su prato e il polo. È il secondo canale della programmazione di ESPN Latinoamérica, equivalente a ESPN Dos che trasmette però solo in Centroamerica e Venezuela.
Gli studi, da marzo 2008, si trovano in Beccar, Provincia de Buenos Aires, Argentina.
È utilizzato anche come canale di riserva nel caso di due eventi contemporanei. ESPN trasmette il considerato più importante mentre ESPN 2 trasmette l'altro.
Nel luglio 2008, ESPN 2 lancia il suo segnale anche nella zona andina per trasmettere anche in Colombia, Cile, Bolivia, Ecuador e Perù con la stessa base di programmazione argentina originale ma con l'aggiunta del calcio della MLS, baseball della MLB, il programma Corazón Andino e una versione propria del notiziario Sportscenter.

## Programmazione
Programmi sportivi trasmessi attualmente:
- Calcio: Serie A italiana
- Calcio: Primera División spagnola
- Calcio: Premier League inglese
- Calcio: Major League Soccer
- Calcio: Eredivisie olandese
- Calcio: Coppa d'Inghilterra
- Calcio: coppa di lega inglese
- Calcio: supercoppa inglese
- Calcio: CONCACAF Champions League (solo per il segnale andino).
- Baseball: Major League Baseball statunitense (solo per il segnale andino).
- Golf: PGA e LPGA
- Tennis: Grande Slam
- Tennis: ATP World Tour Master 1000
- Tennis: Coppa Peugeot Argentina
- Ciclismo: Giro d'Italia
- Ciclismo: Tour de France
- Motociclismo: Moto GP
- Sport estremi
- Rugby
- Ippica
- Hockey su prato

Altri programmi:
- SportsCenter
- Hablemos de Futbol
- Goles de Europa
- Tenis 2008
- Rugby 2008
- Club de Fans
- ESPN Report Andino